# Laphystia albicans
Laphystia albicans är en tvåvingeart som beskrevs av Engel 1932. Laphystia albicans ingår i släktet Laphystia och familjen rovflugor.
Artens utbredningsområde är Zimbabwe. Inga underarter finns listade i Catalogue of Life.